# Voltaregionen
Voltaregionen är en region i Ghana. Den ligger i den sydöstra delen av landet, 180 km norr om huvudstaden Accra. Antalet invånare är 1 738 710. Arean är 20,6 kvadratkilometer. Voltaregionen gränsar till Storaccra, Östra regionen, Brong-Ahaforegionen och Norra regionen. 
Terrängen i Voltaregionen är platt åt nordväst, men åt sydost är den kuperad.
Voltaregionen delas in i:
- Keta
- Nkwanta North
- Nkwanta South
- Krachi East
- Krachi West
- Adaklu-Anyigbe
- Akatsi District
- Biakoye
- Ho
- Hohoe
- Jasikan
- Kadjebi
- Ketu North District
- Ketu South District
- Kpando
- North Tongu
- South Dayi
- South Tongu District

Följande samhällen finns i Voltaregionen:
- Ho
- Aflao
- Hohoe
- Anloga
- Kpandu
- Keta